# Cinepak

Komprimiert mit Cinepak, Qualität = 40 %

Cinepak ist ein Format für verlustbehaftet komprimierte Videodaten von der Firma Radius aus dem Jahr 1991, der ursprünglich zum Abspielen kleiner Videos auf den damals noch sehr langsamen Rechnern entwickelt wurde. Eine AVI- oder Quicktime-Datei, die das Cinepak-Format verwendet, konnte auch damals schon in Echtzeit auch von CD-Laufwerken mit einfacher Geschwindigkeit dekomprimiert werden. Die Komprimierung dagegen benötigte relativ viel Zeit, auch auf aktuellen Rechnern, und war daher für Videobearbeitung nicht empfehlenswert.
Waren früher die Kompressionsraten erstaunlich, stehen heute mit Xvid und anderen MPEG-basierenden Formaten qualitativ wesentlich besser komprimierende Wege zur Verfügung. Aus diesem Grunde wurde Cinepak neben Indeo später nur noch verwendet, wenn ein Format mit weiter Verbreitung benötigt wurde, da der Cinepak-Codec beispielsweise mit Windows mitgeliefert wurde.
Sämtliche Animationen in Cyans Myst und Riven wurden mit Cinepak kodiert, wo die zahlreichen Vollbild-Sequenzen auch auf schon damals langsameren Computern direkt von der CD abgespielt werden konnten.
Intern verwendeter FourCC: CVID